# Junichi Masuda
Junichi Masuda (増田順一, Masuda Junichi) Yokohama, 12 januari 1968) is een Japanse computerspelontwikkelaar die vooral bekend is vanwege zijn bijdragen aan de Pokémon-serie. Zo verzorgde hij onder meer de regie en productie, het ontwerp en de muziek in meerdere Pokémon-spellen.

## Biografie

### Jeugd
Junichi werd geboren in Yokohama.Als kind was zijn gezin vaak op vakantie in Kyūshū, waar veel van zijn familieleden nog steeds wonen.

### Game Freak
In 1989 begon hij te werken bij Game Freak en was hij betrokken bij bijna elke titel.
Toen het bedrijf voor het eerst begon met het uitbrengen van Pokémon-titels, werkte Masuda voornamelijk als componist, hoewel hij ook minder programmeerwerk deed en later begon met het regisseren en produceren ervan.

## Pokémon
Masuda was een van de oorspronkelijke ontwikkelaars van de Pokémon-serie, beginnend met Pokémon Red en Blue. Hij werkte voornamelijk als componist, hoewel hij ook minder programmeerwerk verrichtte en later begon te regisseren en produceren.